# 布洛涅-比扬古犹太会堂
布洛涅-比扬古犹太会堂（Synagogue de Boulogne-Billancourt）位于法国法兰西岛大区上塞纳省布洛涅-比扬古的Abondances路与Abreuvoir路转角，埃德蒙·德·罗斯柴尔德公园, 毗邻布洛涅林苑。1911年由建筑师伊曼纽尔·庞特雷莫利修建，画家古斯塔夫-路易·若尔姆（Gustave-Louis Jaulmes）用几何图案装饰。1986年7月10日列为法国历史遗迹。.

## 历史
布洛涅-比扬古犹太会堂由犹太慈善家埃德蒙·德·罗斯柴尔德男爵捐资兴建。他一生的大部分时间都生活在这作城市。早在1881年，该城的犹太人就开始筹集资金，建造会堂，以容纳越来越多的成员。
揭幕典礼于1912年9月21日举行，出席仪式的有法国和阿尔及利亚首席拉比阿尔弗雷德·莱维，以及巴黎首席拉比雅克·亨利·德雷福斯。
在第二次世界大战期间，会堂被改造成马厩。战后恢复。

## 建筑
建筑师伊曼纽尔·庞特雷莫利（Emmanuel Pontremoli）是一位拉比的孙子，曾获罗马大奖，借鉴了当时流行的拜占庭建筑风格，如同讷伊犹太会堂（synagogue de Neuilly）和夏塞洛普-拉巴特犹太会堂（Synagogue Chasseloup-Laubat）。

## 名人
- 埃德蒙·德·罗斯柴尔德
- 沃尔德玛·哈夫金
- 阿尔贝·卡恩
- 西奥多·雷纳赫
- 雅克·利普希茨